# Feichang Cola
Feichang Cola (Chinees: 非常可乐; Pinyin: FēiCháng Kĕle, Engels: Future Cola of ook wel China Cola) is een Chinese frisdrank die in 1998 werd geïntroduceerd. Het heeft in China een marktaandeel van 7 procent, waarmee het na Coca-Cola en Pepsi de derde colaproducent van het land is.
In China wordt het verkocht onder de Engelse naam "Future Cola" met als ondertitel "de cola van het Chinese volk". Als slogan gebruikt men "the future will be better". Producent en eigenaar van het merk is de Wahaha Company, die eigendom is van Danone.
Sinds 2001 wordt het product onder de naam China Cola ook verkocht in de Verenigde Staten, maar ondanks goede recensies is de verkoop ervan bijzonder klein.